# Mitchell (Queensland)
Mitchell je rijeka u Far North Queenslandu, Australiji. Rijeka izvire na Atherton Tablelandu oko 50 kilometara sjeverozapadno od Cairnsa i teče oko 750 kilometara  sjeverozapadno preko poluotoka Cape York od Mareebe do zaljeva Carpentaria.
Slijev rijeke pokriva područje od 71.757 km2. Mitchell ima najveći protok u državi od 11,3 milijuna megalitara godišnje, ali je isprekidan i može biti suh dio godine. Jezero Mitchell glavno je skladište vode na rijeci.